# Ayora (ort)
Ayora är en ort i Spanien.   Den ligger i provinsen Província de València och regionen Valencia, i den östra delen av landet, 270 km sydost om huvudstaden Madrid. Ayora ligger 609 meter över havet och antalet invånare är 5 508.
Terrängen runt Ayora är huvudsakligen kuperad, men den allra närmaste omgivningen är platt. Ayora ligger nere i en dal som går i nord-sydlig riktning. Runt Ayora är det glesbefolkat, med 10 invånare per kvadratkilometer. Ayora är det största samhället i trakten. Omgivningarna runt Ayora är i huvudsak ett öppet busklandskap.